# غزوة السويق

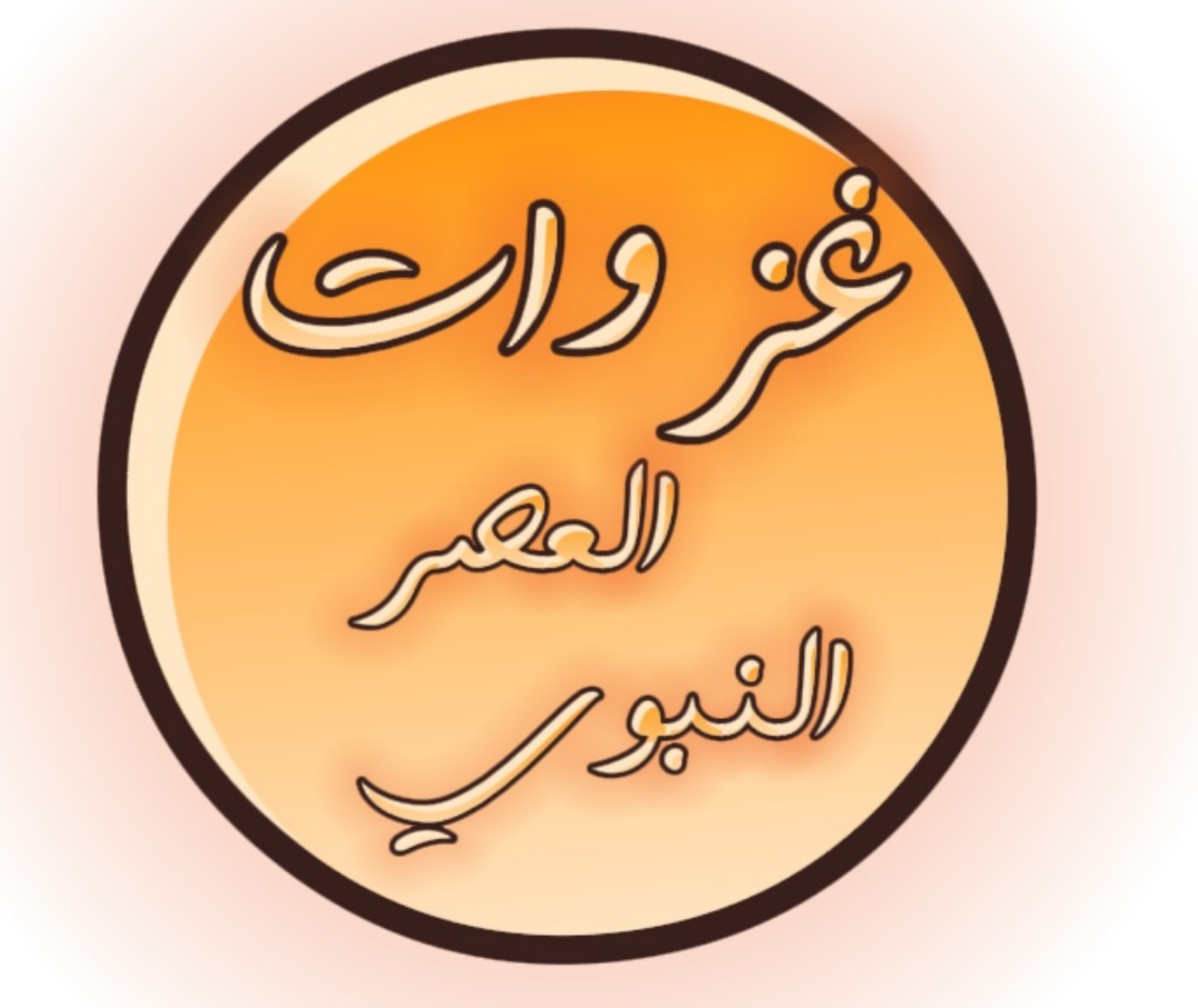
غزوات الرسول محمد

غَزْوَةُ السَّوِيق وقعت لما رجع أبو سفيان إلى مكة من غزوة بدر فخرج في مائتي راكب فنزل طرف العريض وبات ليلة واحدة في بني النضير عند سلام بن مشكم فسقاه ونطق له من خبر الناس ثم أصبح في اصحابه وأمر بقطع أصوار من النخل وقتل رجلا من الأنصار وحليفا له ثم كر راجعا ونذر به محمد رسول الله فخرج في طلبه والمسلمين فبلغ قرقرة الكدر وفاته أبو سفيان والمشركون وألقوا شيئا كثيرا من أزوادهم من السويق فسميت غزوة السويق وكانت في ذي الحجة من السنة الثانية للهجرة ثم رجع إلى المدينة وقد كان استخلف عليها أبا لبابة الأنصاري.